# Clorat de sodi
El clorat de sodi és un compost químic amb la fórmula NaClO₃. Quan és pur és una pols blanca cristal·lina molt soluble en aigua i higroscòpica. Es descompon per sobre dels 250 °C alliberant oxigen i deixant clorur de sodi. l'any 2008 la venda de clorat de sodi com herbicida va ser prohibida als Estats Units.

## Síntesi
Industrialment el clorat de sodi se sintetitza amb l'electròlisi d'una solució de clorur de sodi en un dipòsit: 
NaCl + 3H₂O → NaClO₃ + 3H₂

## Usos
El principal ús comercial del clorat de sodi és per fer diòxid de clor (ClO₂),el qual es fa servir principalment per a blanquejar la polpa de paper.

### Herbicida
El clorat de sodi és un herbicida no selectiu, es considera fitotòxic per totes les parts verdes de les plantes. També les mata per absorció de les arrels.
També es fa servir com defoliant i dessecant per alguns conreus com el cotó, l'arròs, el lli, etc.

### Generació química d'oxigen
Genera oxigen químicament en els avions en cas d'emergència.

## Toxicitat en humans
Per la seva naturalesa oxidativa, el clorat de sodi pot ser molt tòxic si s'ingereix (oxida l'hemoglobina) i pot donar una severa hemolisi. El tractament consistirà en transfusió de sang, diàlisi peritoneal o hemodiàlisi.